# Шольц, Георг
Георг Шольц (нем. Georg Scholz; 10 октября 1890 – 27 ноября 1945) — немецкий художник.

## Биография
Георг Шольц родился в Вольфенбюттеле. Художественное образование получил в Академии художеств Карлсруэ, где его преподавателями были Ханс Тома и Вильгельм Трюбнер. По окончании академии продолжил обучение в Берлине у Ловиса Коринта. После службы в армии в Первую мировую войну с 1915 по 1918 год вернулся к живописи, обратившись к идеям кубизма и футуризма.
В 1919 году Шольц вступил в Коммунистическую партию Германии, и его работы последующих за этим лет становятся выражением резкой критики общественного и экономического порядка послевоенной Германии. Например, его картина 1920 года Industriebauern изображает уродливую семью, глава которой сжимает Библию, а из его головы появляются деньги; его жена качает на руках поросёнка; а рядом их сын с пустой головой мучает лягушку. Возможно, это произведение является наиболее известным у Шольца, оно типично для работ периода 1920-х годов и сочетает в себе контролируемое, точное исполнение и едкий сарказм.
Шольц быстро стал одним из лидеров «Новой вещественности» — группы художников, практиковавших наиболее циничную форму реализма. Известными представителями этого течения были Макс Бекман, Георг Гросс и Отто Дикс, в своих работах Шольц некоторое время соперничали с ними по ярости посыла. Однако к 1925 году его подход к картинам стал мягче и в чём-то ближе к неоклассицизму, что видно в таких работах, как «Автопортрет перед рекламной тумбой» (1926) и Sitzender Akt mit Gipsbüste (1927).
В 1925 году он получил должность профессора Государственной академии искусств в Карлсруэ. Среди его учеников был Рудольф Дишингер. В 1926 году Шольц начал сотрудничать с сатирическим журналом  «Симплициссимус», а в 1928 году посетил Париж, где особенно тепло отзывался о работах Пьера Боннара.
После прихода в 1933 году к власти в Германии Гитлера и национал-социалистов Шольц быстро потерял работу преподавателя. Его творчество было объявлено дегенеративным искусством, в 1937 году его произведения были изъяты в рамках кампании по «очищению» немецкой культуру, а самому художнику в 1939 году было запрещено рисовать.
В 1945 году французские оккупационные войска назначили Шольца мэром Вальдкирха, но в ноябре того же года он умер.

## Галерея

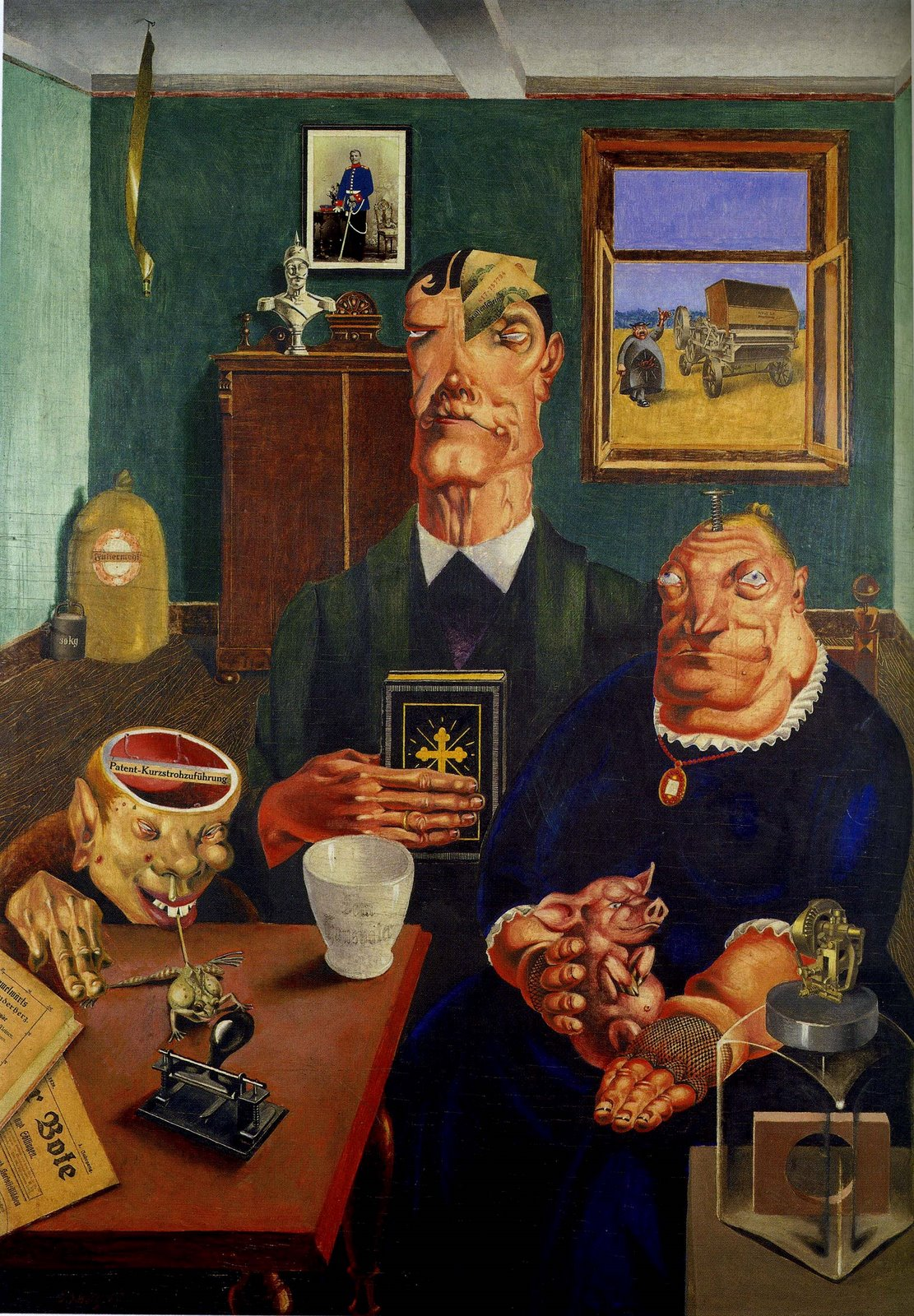
Industriebauern (1920)
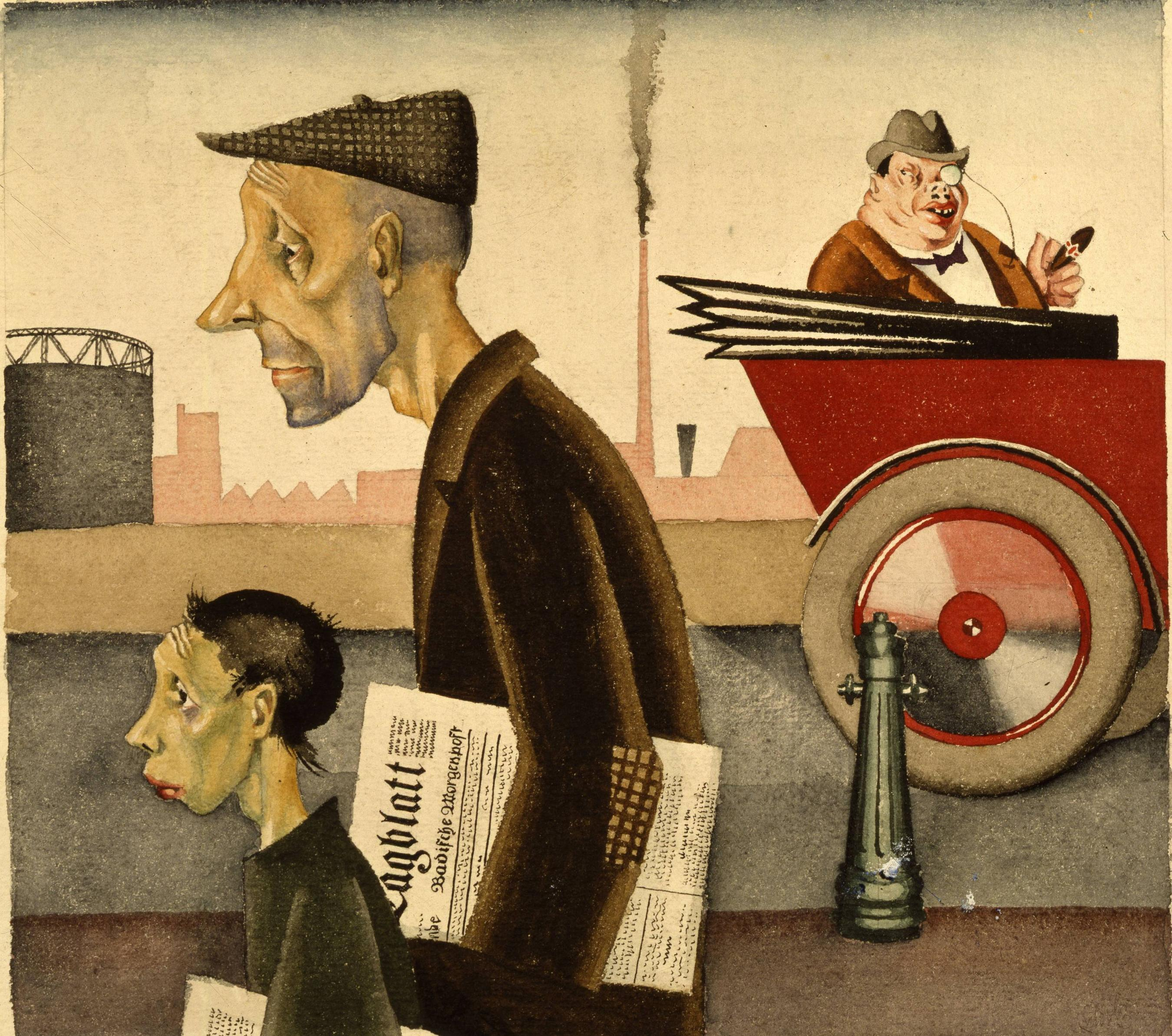
Arbeit schändet (1920/1921)
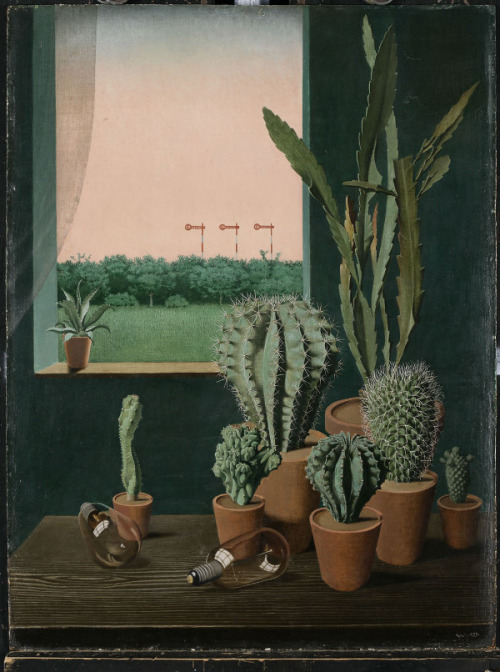
Kakteen und Semaphore (1923)
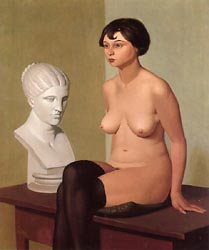
Sitzender Akt mit Gipsbüste (1927)